# Genthod
Genthod is een gemeente en plaats in het Zwitserse kanton Genève. Genthod telt 2635 inwoners.

## Overleden
- Alfred Gautier (1858-1920), advocaat, rechter en hoogleraar
- Alice Rivaz (1901-1998), schrijfster, journaliste en feministe